# 鄧熺
鄧熺（1501年—1561年），字世緝，福建省福州府閩縣人，民籍。明朝政治人物。同進士出身。

## 生平
十二月二十七日生，行四，治《禮記》，由縣學附學生中式嘉靖七年（1528年）戊子科福建鄉試第五十名舉人，年三十一歲中式嘉靖十一年（1532年）壬辰科會試第二百九十二名，第三甲第六十九名進士。觀戶部政，授慈溪知縣，降府儒學教授，卒。

## 家族
曾祖鄧珙，布政司左參議；祖鄧泰，義官；父鄧榮，縣主簿；母董氏。具慶下。兄世暘。子鄧公墀。